# Ácido homoisovanílico
Ácido homoisovanílico ou ácido (3-hidroxi-4-metoxifenil)acético é um composto orgânico com fórmula C9H10O4, SMILES O=C(O)Cc1ccc(OC)c(O)c1, massa molecular 182,173294. Apresenta ponto de fusão de 128-130 °C. É classificado com o número CAS 1131-94-8.
Inclui-se entre os metabólitos das catecolaminas no organismo humano.
Assim como outro ácidos fenilacéticos, é subproduto do metabolismo de fenóis presentes em substâncias de origem biológica.